# Municipio de Dyess
El municipio de Dyess (en inglés: Dyess Township) es un municipio ubicado en el condado de Misisipi en el estado estadounidense de Arkansas. En el año 2010 tenía una población de 787 habitantes y una densidad poblacional de 6,63 personas por km².

## Geografía
El municipio de Dyess se encuentra ubicado en las coordenadas 35°35′32″N 90°13′34″O / 35.59222, -90.22611. Según la Oficina del Censo de los Estados Unidos, el municipio tiene una superficie total de 118.63 km², de la cual 118,63 km² corresponden a tierra firme y (0 %) 0 km² es agua.

## Demografía
Según el censo de 2010, había 787 personas residiendo en el municipio de Dyess. La densidad de población era de 6,63 hab./km². De los 787 habitantes, el municipio de Dyess estaba compuesto por el 85,77 % blancos, el 2,54 % eran afroamericanos, el 10,55 % eran de otras razas y el 1,14 % eran de una mezcla de razas. Del total de la población el 13,09 % eran hispanos o latinos de cualquier raza.